# آرگایل (فیلم)
آرگایل (انگلیسی: Argylle) یک فیلم کمدی اکشن جاسوسی محصول سال ۲۰۲۴ به کارگردانی و تهیه‌کنندگی متیو وان و نویسندگی جیسون فوکس است. گروه بازیگران این فیلم شامل برایس دالاس هاوارد، سم راکول، برایان کرانستون، کاترین اوهارا، هنری کویل، صوفیا بوتله، دوآ لیپا، آریانا دبوز، جان سینا و ساموئل ال. جکسون می‌شوند. داستان آن بر نویسنده‌ای منزوی متمرکز است که متوجه می‌شود رمان جاسوسی جدیدی که در حال نوشتنش است، رویدادهای دنیای واقعی را منعکس می‌کند.
آرگایل در ۲۴ ژانویه ۲۰۲۴ در اودئون میدان لستر لندن به نمایش درآمد، و به‌وسیلهٔ یونیورسال پیکچرز و اپل اورجینال فیلمز در ۱ فوریه در بریتانیا و روز بعد در ایالات متحده منتشر شد. نظر منتقدان به این فیلم منفی بود.

## بازیگران
- برایس دالاس هاوارد در نقش الی کانوی[۷][۸]
- سم راکول در نقش آیدان[۹]
- برایان کرانستون در نقش ریتر[۹]
- کاترین اوهارا در نقش روث کانوی، «مادر» الی[۹][۷]
- هنری کویل در نقش مأمور آرگآیل[۷]
  - لوئیس پارتریج در نقش آرگآیل جوان[۵]
- صوفیا بوتله در نقش صبا البدر[۹]
- دوآ لیپا در نقش لاگرانج[۷]
- آریانا دبوز در نقش کایرا[۹]
- جان سینا در نقش وایت[۹]
- ساموئل ال. جکسون در نقش آلفرد سولومون[۹]
- ریچارد ئی. گرانت در نقش فاولر[۹]
- چیپ در نقش آلفی، گربه الی[۹]

همچنین راب دلینی در نقش معاون اول، یعنی پاول و جینگ لوسی در نقش معشوقهٔ آرگایل حضور دارند. بن دنیلز در نقش متصدی بار ظاهر می‌شود.

## تولید

### توسعه
آرگایل در ژوئن ۲۰۲۱ معرفی شد و متیو وان برای کارگردانی و تهیه‌کنندگی به مارو استودیوز پیوست. گروه بازیگران در ماه‌های بعد اعلام شدند و گزارش شد که فیلم‌نامه به‌دست جیسون فوکس نوشته شده‌است. دوآ لیپا در این فیلم نقش‌آفرینی و موسیقی اصلی فیلم را اجرا کرده‌است.
در آگوست ۲۰۲۱، اپل تی‌وی پلاس حقوق این فیلم را به مبلغ ۲۰۰ میلیون دلار خریداری کرد. وان گفت که همه‌گیری کووید-۱۹ به او زمان داد تا روی فیلم کار کند. او فیلم را قصیده‌ای برای فیلم‌های اکشن دهه ۱۹۸۰ مانند جان‌سخت و اسلحه مرگبار توصیف کرد.

### فیلمبرداری
تصویربرداری اصلی در اوت ۲۰۲۱ در لندن و در مکان‌های گوناگون اروپا انجام شد. جرج ریچموند فیلمبردار پروژه بود. تیم تولید برای فیلمبرداری استودیوهایی در گرینفورد، پارک رویال و بووینگدون را به کار گرفت. نماهای پس زمینه در یونان و ایالات متحده تصویربرداری شده‌است.

### نویسندگی
نخست گزارش شد الی کانوی (که بعداً به‌عنوان مؤلف رمان‌های درون‌جهانی آرگایل معرفی شد) در ابتدا کتابی را نوشته که فیلم‌نامه هنگام اعلامیه فیلم مبتنی بر آن بود. این ادعا توسط هالیوود ریپورتر در سپتامبر ۲۰۲۲ مورد سؤال قرار گرفت، زیرا این نشریه نتوانست وجود کانوی را تأیید کند و تلاش‌هایش برای تماس با او، مسئول تبلیغات و مدیر برنامه‌هایش ناموفق بود. تریلر پخش‌شده نشان داد که کانوی قهرمان اصلی فیلم است. چند کاربر در رسانه‌های اجتماعی تلاش کردند تا کانوی را شناسایی کنند و این نظریه را مطرح کردند که تیلور سوئیفت (خواننده-ترانه‌سرای آمریکایی)، این کتاب را با تخلص کانوی نوشته‌است. وان این نظریه را رد کرد و گفت که کانوی با سوئیفت مرتبط نیست، اگرچه سوئیفت بر استفاده از گربه اسکاتیش فولد در فیلم تأثیرگذار بود. برایس دالاس هاوارد، بازیگر نقش کانوی در این فیلم، معتقد است که فیلم آرگایل «ناخودآگاهانه» از سوئیفت الهام گرفته‌است.

## انتشار
نخستین مراسم نمایش آرگایل در ۲۴ ژانویه ۲۰۲۴ در اودئون میدان لستر انجام شد.
در ژوئن ۲۰۲۳ اعلام شد که این فیلم در ۲ فوریه ۲۰۲۴ توسط یونیورسال پیکچرز و اپل اورجینال فیلمز در سینماها اکران خواهد شد، پیش از اینکه در تاریخ نامشخصی در اپل تی‌وی پلاس پخش شود. کمپین بازاریابی این فیلم ۸۰ میلیون دلار هزینه داشت که یونیورسال نیمی از آن را پرداخت کرد. به گفته ددلاین هالیوود، یونیورسال «پیش از دریافت هزینه توزیع، آنچه را که در بازاریابی بدهکار است از گیشه پس می‌گیرد."

## بازخورد

### گیشه
در ایالات متحده و کانادا، پیش‌بینی می‌شود آرگایل در آخر هفته افتتاحیه خود ۱۵ تا ۲۰ میلیون دلار فروش داشته باشد. این فیلم ۱٫۷ میلیون دلار از پیش نمایش‌های پنجشنبه شب به دست آورد. ورایتی خاطرنشان کرد که در اکران استودیویی مرسوم، این فیلم باید حدود ۵۰۰ میلیون دلار در سرتاسر جهان بفروشد تا دخل و خرج برابر شود.

### پاسخ انتقادی
در وبگاه جمع‌آوری نقد راتن تومیتوز، ٪۳۵ از ۱۹۴ بررسی منتقدان مثبت است و میانگینِ امتیاز آن ۵٫۰/۱۰ است. اجماع این وبگاه چنین می‌نویسد: «آرگایل از حماقتش میزانی بهره‌وری دارد، یعنی شرح طولانی مملو از انرژی در فیلم هیجان‌انگیز جاسوسی، اما در نهایت با داستانی پیچیده و مدت زمان بیش از حد طولانی، مقبولیتش را بی‌اثر می‌کند.» این فیلم در متاکریتیک که از میانگین وزنی استفاده می‌کند، بر اساس نظر ۵۱ منتقدین امتیاز ۳۶ از ۱۰۰ را کسب کرده که نشان‌گر «نقدهای عموما نامطلوب» است. تماشاگران شرکت‌کننده در نظرسنجی سینماسکور به فیلم امتیاز «C+» در مقیاس A+ تا F دادند.

## آینده

### دنباله‌ها
در ژوئیه ۲۰۲۱ اعلام شد که آرگایل قرار است سه‌گانه سینمایی باشد. در مارس ۲۰۲۲ تأیید شد که فیلم نخست با دو دنباله همراه می‌شود تا سه‌گانه کامل شود. در اکتبر ۲۰۲۳ وان برنامه‌های خود را برای ساخت فیلم‌های دیگر تأیید کرد، در حالی که اظهار داشت که فیلم دوم یک پیش‌درآمد خواهد بود، به‌عنوان «اولین رمان آرگایل»، که ریشه‌های جاسوس شدن آرگایل را بررسی می‌کند. در حالی که فیلم سوم قسمت‌های دیگری را دنبال می‌کند. در زمان اکران فیلم، صحنه پس از تیتراژ به‌دنبال نشان دادن آرگایل جوان (با بازی لوئیس پارتریج) که به‌وسیلهٔ کینگزمن به خدمت گرفته شده‌است، یادداشتی را روی صفحه نمایش می‌دهد که می‌گوید «' آرگیل: کتاب شمارهٔ یک' به زودی منتشر خواهد شد».

### جهان مشترک
در اکتبر ۲۰۲۳ متیو وان برنامه‌های خود را برای ایجاد جهانی بزرگ‌تر با مضمون جاسوسی از طریق مارو استودیوزِ اعلام کرد، که این جهان به هم وابسته است و شامل فرنچایز کینگزمن، فیلم‌های آرگایل و فرنچایز سوم بدون نامی می‌شود. قصد او این بود که فیلم‌های در شرف انتشار جدید در هر یک از مجموعه‌ها در یک هم‌داستانی در آینده به پایان برسند.